# Signatory Vintage
Signatory Vintage est une entreprise écossaise basée à Newhaven en Édimbourg. C'est un embouteilleur indépendant de whisky. L'entreprise a été fondée en 1988 par Andrew Symington.
En presque vingt ans d’existence, l’entreprise est devenue le deuxième embouteilleur indépendant au monde.
L'entreprise a commencé en vendant des single malt provenant de distilleries fermées ou qui ne commercialisaient pas d'embouteillages officiels. Elle s’est aussi fait la spécialité de single cask et cask strength. 
Depuis 1992 Signatory Vintage possède sa propre chaîne d'embouteillage.
En 2002, Signatory Vintage est devenu le propriétaire de sa propre distillerie en rachetant Edradour la plus petite distillerie d'Écosse.